# دهستان طرود
طرود، دهستانی از توابع بخش مرکزی شهرستان شاهرود در استان سمنان ایران است. روستای طرود مرکز این دهستان است.

## جمعیت
براساس سرشماری سال ۱۳۸۵ جمعیت 3555نفر (۷۸۲ خانوار) بوده‌است.
روستای طرود 130 كیلومتر از شاهرود فاصله دارد